# Neolebias trewavasae
Neolebias trewavasae es una especie de peces de la familia Citharinidae en el orden de los Characiformes.

## Morfología
Los machos pueden llegar alcanzar los 4,1 cm de longitud total.

## Alimentación
Come materia vegetal (incluyendo algas), pequeños crustáceos, rotíferos, protozoos e insectos. 

## Hábitat
Vive en zonas de clima tropical (24 °C-28 °C).

## Distribución geográfica
Se encuentran en África:  cuencas de los ríos  Nilo y  Congo. 